# Jacob Moe Rasmussen
Pour les articles homonymes, voir Rasmussen.
Jacob Moe Rasmussen (né le 19 janvier 1975 à Amager) est un coureur cycliste danois. Il est monté à quatre reprises sur le podium des Championnats du Danemark en ligne ou contre-la-montre.

## Palmarès sur route
- 1992
  - Champion des Pays nordiques du contre-la-montre par équipes juniors
  - 2e du championnat des Pays nordiques sur route juniors
  - 3e du championnat du Danemark sur route juniors
- 1993
  - 1re étape du Vöslauer Jugend Tour
  - 2e du championnat des Pays nordiques sur route juniors
  - 3e du championnat du Danemark du contre-la-montre juniors
  - 3e du championnat du Danemark sur route juniors
  - 3e du championnat des Pays nordiques du contre-la-montre par équipes juniors
- 1999
  - 2e étape du Tour d'Argentine
  - 2e du Tour de l'Aéroport de Cologne-Bonn
  - 2e du championnat des Pays nordiques sur route
  - 3e du championnat du Danemark sur route
- 2000
  - 3e des Deux Jours des Éperons d'or
- 2002
  - Fyen Rundt
- 2003
  - Fyen Rundt
- 2004
  - Fyen Rundt
  - Post Cup
  - 3e étape du Ringerike Grand Prix
- 2005
  - Fyen Rundt
  - Grand Prix Aarhus
- 2006
  - Post Cup
  - Tour du Loir-et-Cher
    - Classement général
    - 3e, 4e et 5e étapes

  - 4e et 5e étapes du Ringerike Grand Prix
  - 2e de l'Olympia's Tour
  - 2e du championnat du Danemark sur route
  - 2e du championnat du Danemark du contre-la-montre
- 2007
  - 2e du championnat du Danemark sur route
- 2008
  -  Champion du Danemark du contre-la-montre par équipes
  - Post Cup

## Palmarès sur piste
- 2008
  -  Champion du Danemark de poursuite par équipes (avec Casper Jørgensen, Michael Mørkøv et Nikola Aistrup)
  - 3e du championnat du Danemark de poursuite